# Spasovo (Dobritsj)
Spasovo (Bulgaars: Спасово) is een dorp in het noordoosten van Bulgarije. Het dorp is gelegen in de gemeente General Tosjevo in de oblast Dobritsj. Het dorp ligt hemelsbreed ongeveer 40 km ten noordoosten van Dobritsj en 418 km ten noordoosten van Sofia.

## Bevolking
Op 31 december 2020 telde het dorp Spasovo 759 inwoners. Het aantal inwoners vertoont al tientallen jaren een dalende trend: in 1965 woonden er nog 1.859 mensen in het dorp.
| Bevolkingsontwikkeling tussen 1934 en 2020          |
| --------------------------------------------------- |
|                                                     |
| Bron: Nationaal Statistisch Instituut van Bulgarije |

Het dorp heeft een gemengde bevolkingssamenstelling. In de optionele volkstelling van 2011 identificeerden 366 van de 704 ondervraagden zichzelf als etnische Bulgaren - oftewel 52% van alle ondervraagden; 172 ondervraagden noemden zichzelf etnische Roma (24,4%) en 124 ondervraagden waren etnische Turken (17,6%). 42 ondervraagden hebben geen etnische achtergrond gespecificeerd.
| Etnische samenstelling van de respondenten (2011) | Etnische samenstelling van de respondenten (2011) | Etnische samenstelling van de respondenten (2011) | Etnische samenstelling van de respondenten (2011) | Etnische samenstelling van de respondenten (2011) |
| ------------------------------------------------- | ------------------------------------------------- | ------------------------------------------------- | ------------------------------------------------- | ------------------------------------------------- |
|                                                   |                                                   |                                                   |                                                   |                                                   |
| Bulgaren                                          | Bulgaren                                          |                                                   | 52,0%                                             | 52,0%                                             |
| Turken                                            | Turken                                            |                                                   | 17,6%                                             | 17,6%                                             |
| Roma                                              | Roma                                              |                                                   | 24,4%                                             | 24,4%                                             |
| Anders/Onbekend                                   | Anders/Onbekend                                   |                                                   | 6,0%                                              | 6,0%                                              |